# Weinbau in Thüringen
Im Weinbau in Thüringen werden alle bekannten Weinberge und Weingärten im Freistaat Thüringen aufgeführt.

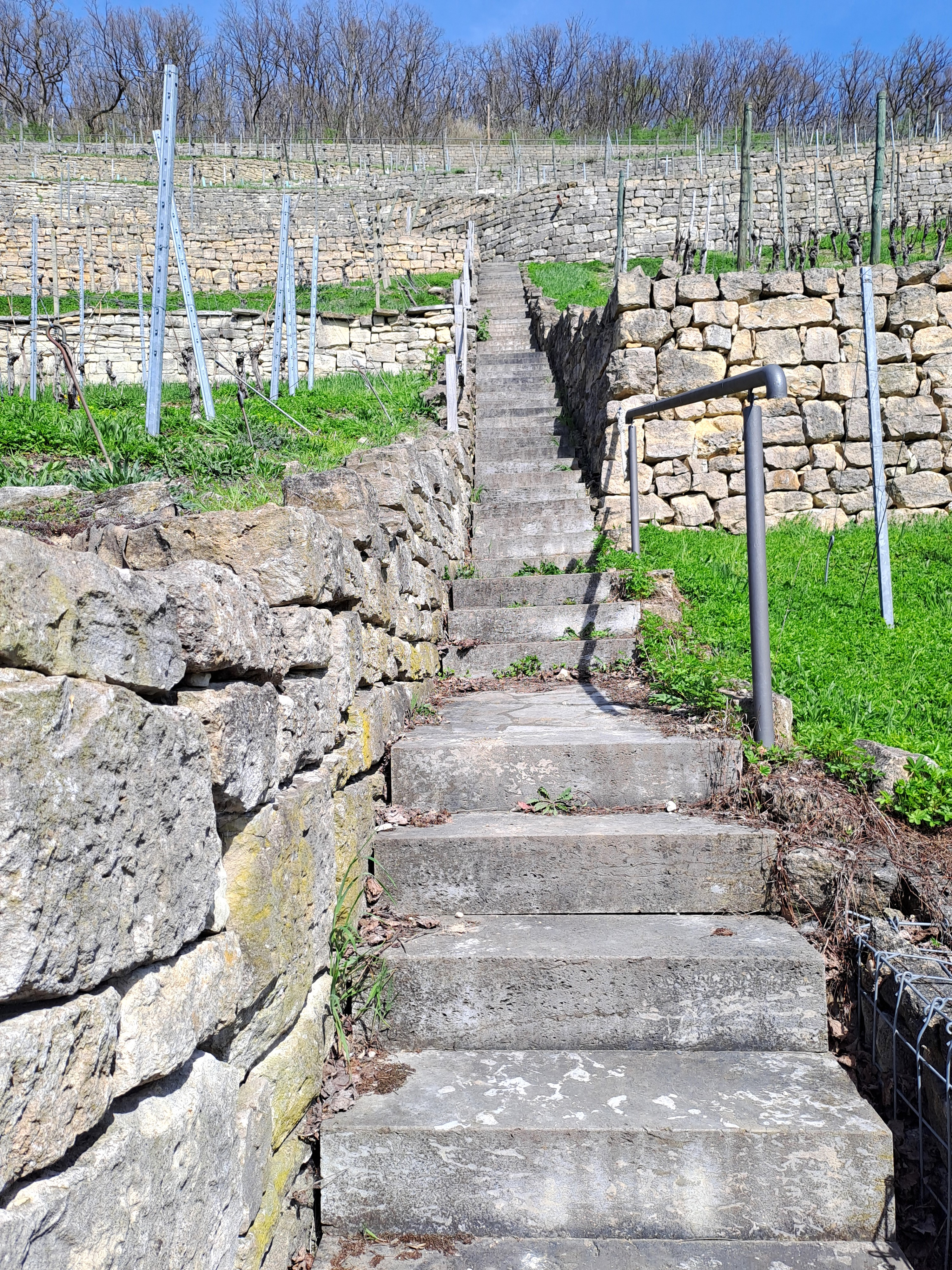
Kaatschener Dachsberg

## Entstehung der Rebkultur in Thüringen
Der Weinanbau in Thüringen geht auf eine über tausendjährige Geschichte zurück. Die Hauptanbaugebiete lagen an den Hängen der geschützten Flusstäler. Ausgegangen ist der thüringische Weinanbau von der Rhön, besonders ab dem Jahr 786 durch das Kloster Hersfeld in Dorndorf an der Werra bei Vacha. Die älteste, den Erfurter Weinanbau betreffende Urkunde, stammte aus dem Jahre 1121. Wesentlichen Anteil an der Einführung der Rebkultur hatten die Orden der Benediktiner und Zisterzienser. Diese Einführung ist Bestandteil einer West-Ost-Ausbreitung der Rebkultur im Mittelalter im Zusammenhang mit der Ausdehnung der fränkischen und deutschen Herrschaft und der Verbreitung des Christentums in Europa. Während der gesamten Zeit des Mittelalters war die römisch-katholische Kirche und ihre Klöster der Förderer der Weinkultur auch in Thüringen. Die Kirche förderte den Weinanbau, weil der Wein für die Heilige Messe bei der Christianisierung gebraucht wurde.
Neben den fränkischen Siedlern haben die Zisterzienser einen entscheidenden Anteil an der Verbreitung der Rebkultur gehabt. Dies darf als Ursprung für den Weinbau angesehen werden. Anfang des 12. Jahrhunderts hatte der Weinanbau eine beachtliche wirtschaftliche Bedeutung auch für die sich entwickelnden Städte erreicht. Die Gesamtanbaufläche belief sich in der Blütezeit im 13. Jahrhundert auf ca. 2.000 Hektar.
Im Mittelalter war Mitteldeutschland und damit auch Thüringen eine Weinregion mit 10 000 Hektar Anbaufläche. Nach 1630 ging der Weinanbau in Thüringen zurück, weil der Wettbewerb im Weinhandel gesetzlich unterbunden wurde und dadurch die Konkurrenzfähigkeit nachließ. Darüber hinaus zeigte sich, dass das Weinland bei anderer Bodennutzung eine höhere Rendite brachte. Ab 1830 begann der dramatische Rückgang des Weinbaus durch die Einschleppung von Mehltaukrankheiten und der Reblaus. Dazu kam die kostengünstige Einfuhr von Weinen aus anderen Regionen.
Die geschützten Anbaugebiete in Thüringen gehören zum Anbaugebiet Saale-Unstrut und sind derzeit rund 130 ha groß. Der Anbau ist vorwiegend im Raum Bad Sulza und um Weimar konzentriert, es gibt jedoch auch an vielen anderen Orten kleinere Weinlagen und Rebflächen.
In Thüringen gibt es elf zugelassene Weinanbaugebiete, die mindestens fünf Hektar Fläche haben. Sie lassen sich in Bad Sulza, in Camburg, Jena, Weimar und Kaatschen finden. Insgesamt sind in Thüringen als Weinanbaufläche 120 Hektar ausgeschrieben.
Das erste Weingut, welches 1992 nach der Wende wieder im größeren Stil Wein produzieren konnte, war das Thüringer Weingut Bad Sulza. Die Hänge erstrecken sich dort von Kunitz über Bad Sulza bis nach Auerstedt. 50 Hektar Anbaufläche werden genutzt. Damit ist es das größte private Weingut, dass sich im Saale-Unstrut-Gebiet befindet.

## Liste von Orten mit Weinbau
In Thüringen gibt es zugelassene Einzellagen mit mindestens fünf Hektar Rebfläche. (Ausnahme: Dornburger Schloßberg)
| - Jena: Jenaer Grafenberg, Einzellage, Rebfläche 9,10 Hektar. - Auerstedt: Auerstedter Tamsel, Einzellage, Rebfläche 15 Hektar, steiniger Muschelkalkboden. (Regent, Gutedel und Kerner) - Bad Sulza: Bad Sulzaer Sonnenberg, Einzellage, Rebfläche 26 Hektar. - Dornburg: Dornburger Schloßberg, Einzellage, Rebfläche 0,2360 Hektar - Dorndorf: Dorndorfer Ermtal, - Erfurt: Erfurter Pfaffenlehne - Großvargula: Großvargulaer Hopfenberg - Großheringen: Sonnenberg | - Jena-Zwätzen: Jenaer Käuzchenberg, Einzellage, (Blauer Portugieser, Dornfelder, Müller-Thurgau, Weißburgunder) - Kaatschen-Weichau: Kaatschener Dachsberg - Neuengönna: Neuengönnaer Wurmberg - Weimar: Weimarer Poetenweg - Golmsdorf: Golmsdorfer Gleisburg, Muschelkalkböden, (Auxerrois, Chardonnay, Cabernet Blanc, Cabernet Jura, Kerner, Weissburgunder, Riesling, Müller-Thurgau, Bacchus) - Hohenfelden: Eichenberg, 6000 Rebstöcke, (Souvignier gris, Muscaris, Cabernet Jura) |  |

### Bestockte Rebfläche von Nebenerwerbs-Weingütern und Hobbywinzern in Thüringen in Hektar
(Quelle: )
| Kreisfreie Städte: - Erfurt 0,2313 - Jena: - Ammerbach 0,4885 - Wenigenjena 0,2002 - Wöllnitz 0,0480 - Zwätzen 0,9852 - Kunitz 9,1689 - Weimar/Tiefurt 11,5250 - Schöndorf 3,6464 | Saale-Holzland-Kreis: - Dornburg-Camburg: - Camburg 0,2650 - Döbritschen 0,0150 - Dorndorf 0,0900 - Golmsdorf 3,2401 - Graitschen bei Bürgel 0,0500 - Neuengönna 0,0530 - Schöngleina 1,2665 - Seitenroda 0,7335 - Wichmar 0,1780 | Weimarer Land: - Bad Sulza 9,4026 - Auerstedt 14,2328 - Bergsulza 0,2440 - Sonndorf 13,4368 - Wickerstedt 0,0670 - Großheringen 2,1118 - Kaatschen 14,6927 - Hopfgarten 0,1666 - Kromsdorf Denstedt 11,5490 - Großkromsdorf 20,0886 - Niedertrebra 0,0220 - Darnstedt 0,0665 | Saalfeld-Rudolstadt: - Bad Blankenburg/Zeigerheim 0,0500 Unstrut-Hainich-Kreis: - Großvargula 0,7350 Sömmerda: - Rastenberg 1,2800 |  |

## Weinstraße
Die Weinstraße Saale-Unstrut führt über 60 Kilometer durch das Weinbaugebiet Saale-Unstrut.